# منظمة حقوق الإنسان في يهودا والسامرة
منظمة حقوق الإنسان في يهودا والسامرة وتُعرف أيضا باسم منظمة حقوق الإنسان في الضفة الغربية (بالعبرية: ארגון זכויות אדם ביש"ע‏) هي منظمة غير حكومية إسرائيلية تنشط في مجال حقوق الإنسان في منطقة يهودا والسامرة وترئسها اليوم أوريت ستروك.
تأسست المنظمة عام 1999، أما أهدافها المعلنة فتتمثل بالأساس في الدفاع عن الإنسان وحقوقه المدنية خاصة اليهود الإسرائيليين الذين يعيشون في الضفة الغربية وسابقا في قطاع غزة. المنظمة تقول أن هؤلاء المواطنين -غالبا ما يُشير لهم العرب كمستوطنين- يجب أن يتمتعوا بكافة حقوقهم ولها نفس دافع وهدف منظمات حقوق إنسان إسرائيلية أخرى على غرار المنظمة اليسارية بتسيلم.
تنشط المنظمة كثيرا في مجال حقوق الإنسان وسبق لها وأن اتهمت الشرطة الإسرائيلية بالتمييز بين المواطنين الإسرائيليين واعتبرتهم «مستوطنين».